# Foillán de Fosses
San Foillan ( Faélán, Faolán, Foélán, en francés: Feuillen) fue un santo irlandés del siglo VII.

## Familia
Foillan era hermano de los santos Ultan y Fursey. Es mencionado como "hermano uterino" de Fursa, lo que indica que tenían la misma madre pero no el mismo padre. Ciertas Vitae en latín de Foillan incorporan la ascendencia  de Fursa en los orígenes de Foillan: se dice que su madre fue Gelges, la hija cristiana de 'Aed Finn' (posiblemente en referencia a Áed mac Echach ), rey de Connacht. Se dice que el padre de Fursey sería Fintan, hijo de Finlog (aunque, según el editor bolandista, las fuentes no dejan claro si este Fintant procedía de Momonia o de los Mag Murthemni).

## Misión a Estanglia
Foillan, probablemente en compañía de Ultan, fue con su hermano Fursa cuando este último se retiró a una isla solitaria, escapando de las multitudes que se reunieron a su alrededor, no todas con buenas intenciones. Desde allí, alrededor del año 633, Fursa cruzó territorio británico hasta Estanglia con un grupo de seguidores entre los que se encontraban Foillan y Ultan y sacerdotes llamados Gobán y Dicuill. Allí fueron recibidos amablemente por Sigeberto de Estanglia, que entregó a Fursa un fuerte costero romano en un lugar llamado Cnobheresburg, para construir un monasterio. La ubicación del monasterio se identifica generalmente con Burgh Castle o Gariannonum (anteriormente en Suffolk, ahora Norfolk ), y floreció, aproximadamente entre 634 y 650. La fuente más antigua sobre Fursa y Foillan en Estanglia es la Vita Sancti Fursei  citada por el Venerable Beda en su Historia Ecclesiastica Gentis Anglorum de 731.

## Abad deCnobheresburg
Alrededor de 643 Fursa dejó Cnobheresburg al cargo de Foillan y partió en busca de su hermano Ultan, que anteriormente se había ido a vivir en soledad en las zonas deshabitadas de Estanglia como ermitaño: Fursa y Ultan vivieron juntos durante un año en austeridad y oración. A finales de año, Fursa, al ver que Estanglia y el monasterio estaban amenazados por invasiones hostiles, decidió irse a la Galia, dejando a Foillan totalmente a cargo del monasterio.
La Enciclopedia Católica afirma que Fursa realizó una visita a sus hermanos en Estanglia en torno a 650. Esto se deriva de las Virtutes Fursei, que afirma que Fursa inició el viaje para visitar a sus hermanos, pero luego agrega que murió en su finca de Macerias (Mézerolles en Ponthieu ), por lo que en realidad no llegó a reunirse con ellos. Ni el más antiguo Transitus Fursei ni Beda informan de este viaje.
Alrededor de 651, Penda, el rey de Mercia (como había previsto Fursa) lanzó un violento ataque sobre Estanglia. El rey Anna de Estanglia tuvo que huir y el monasterio de Cnobheresburg cayó en manos de los enemigos y fue saqueado. Su superior, Foillan, escapó por poco de la muerte, tras lo que puso todo su empeño en rescatar a los monjes cautivos, recuperar las reliquias, y embarcar con los libros sagrados y los objetos de veneración y hacia Péronne, en Neustria, donde estaba enterrado su hermano Fursa.

## En Péronne y Nivelles
Él y sus compañeros fueron bien recibidos en Péronne por Erquinoaldo, Mayordomo de palacio, que, junto con el rey Clodoveo II había conocido previamente a Fursa. Sin embargo, pronto Foillan y sus compañeros fueron expulsados de Péronne, y se dirigieron a Nivelles, donde fueron recibidos por Itta de Metz (también llamada Iduberg) y su hija Gertrudis de Nivelles, y su protector (y hermano de Gertrudis) Grimoaldo I. Itta y Gertrudis, esposa e hija del duque Pipino I respectivamente, fueron las fundadoras del monasterio de Nivelles en Bélgica.
Foillan parece haber sido obispo. Fue de gran ayuda en la organización del culto, y los libros sagrados y las reliquias que había llevado consigo fueron grandes tesoros para Itta y Gertrudis. Como el monasterio de Nivelles estaba bajo la regla irlandesa, los compañeros de Foillan fueron bien recibidos y vivieron al lado de las santas mujeres, ocupándose de los detalles del culto bajo la dirección general de la abadesa.

## Fundación de Fosses y martirio
Gracias a la liberalidad de Itta, Foillan pudo levantar un monasterio en Fosses-la-Ville, no lejos de Nivelles, en la provincia de Namur. Tras la muerte de Itta en 652, Foillan cantó misa en Nivelles, en vísperas de la fiesta de San Quintín. A su regreso, el santo y sus compañeros cayeron en una trampa tendida por bandidos en el bosque de Sonian. Fueron asesinados, desnudados y sus cuerpos escondidos. La cabeza de Foillan, todavía pronunciando oraciones, fue arrojada a una pocilga cercana. Los cuerpos fueron recuperados por Santa Gertrudis, que tomó reliquias del santo, y llevó su cuerpo al monasterio de Fosses-la-Ville, donde fue enterrado alrededor del año 655.

## Veneración
Foillan fue uno de los numerosos misioneros irlandeses que, en el transcurso del siglo VII, evangelizaron en Neustria, llevando allí la liturgia y los vasos sagrados, fundando prósperos monasterios e impulsando considerablemente la propagación de la fe en estos territorios. Debido a la amistad que le unía a Erchinoald, mayordomo de palacio (que, sin embargo, le expulsó de Lagny ), y a los miembros de la familia de Pipino, Foillan desempeñó un papel importante en la historia eclesiástica franca.
No sorprende, por tanto, que sea honrado y venerado tanto en Nivelles como en Fosses-la-Ville y que se encuentre en Le Roeulx (Bélgica) un monasterio que lleva su nombre. Aún en el siglo XII, la veneración que se le tenía inspiró a Philippe de Harvengt, abad de Bonne-Esperance, a componer una extensa biografía del santo. Es el patrón de Fosses, cerca de Charleroi . En la diócesis de Namur su fiesta se celebra el 31 de octubre, en la diócesis de Mechelen y en la diócesis de Tournai el 5 de noviembre.
Hay varias Vitae latinas de Foillan de diversa autoridad, reproducidas por la Sociedad Bolandista en el Acta Sanctorum . Alrededor de 1100 Hillinus, diácono y cantor de la iglesia de Fosses, escribió una vida en verso de Foillan para su maestro Sigebert, el patrón de Fosses. Poco después, entre 1102 y 1112, Hillino también escribió una prosa en Miraculis Sancti Foyllani Martyris, un libro sobre los milagros asociados con San Foillan en Fosse.

## Músico
Según Gratten Flood, "Hacia el año 653, Santa Gertrudis de Brabante (hija de Pipino, mayordomo de palacio), abadesa de Nivelle, en Brabante, envió a buscar a San Foillan y San Ultan, hermanos de nuestro célebre San Fursa (Patrón de Perrone), para enseñar salmodia a sus monjas. Estos dos monjes irlandeses accedieron a su petición y construyeron un monasterio contiguo en Fosse, en la diócesis de Lieja." (* Una historia de la música irlandesa, p. 12, William H. Gratten Flood, Dublín, 1906. )